# Református templom (Dunavecse)
A dunavecsei református templom egy hősi emlékmű helyén épült. Történelmének volt olyan időszaka, amikor katolikusok és reformátusok is használták.
A török hódítások idején a templomot lebontották, a csákvári várhoz használták a köveit. 1640-ben az új templom az eredeti sírboltra épült, a maitól 50-60 méterre keletre, sárral megtapasztott erős faoszlopokból. Ezt az ún. sövénytemplomot 104 évig használták. 1743-ban tették le az új, 1100 ülőhelyes templom alapkövét, felszentelésére 1745. április 7-én került sor. Az óra elhelyezése még váratott magára, mert a felhelyezésére nem azonnal kapták meg az engedélyt, így 1773-ban került a helyére. 1832-ben a templomnak tornya is épült, melyet Hild József tervezett. A templomba 12 regiszteres orgona került, amit komolyabb összeggel támogatott Petőfi fiatalkori szerelmének, Nagy Zsuzsikának az édesapja. A templom a dunai árvizeket átvészelte.

## Külső hivatkozások
- Dunavecsei református templom
- Dunavecse történelme

## Képgaléria

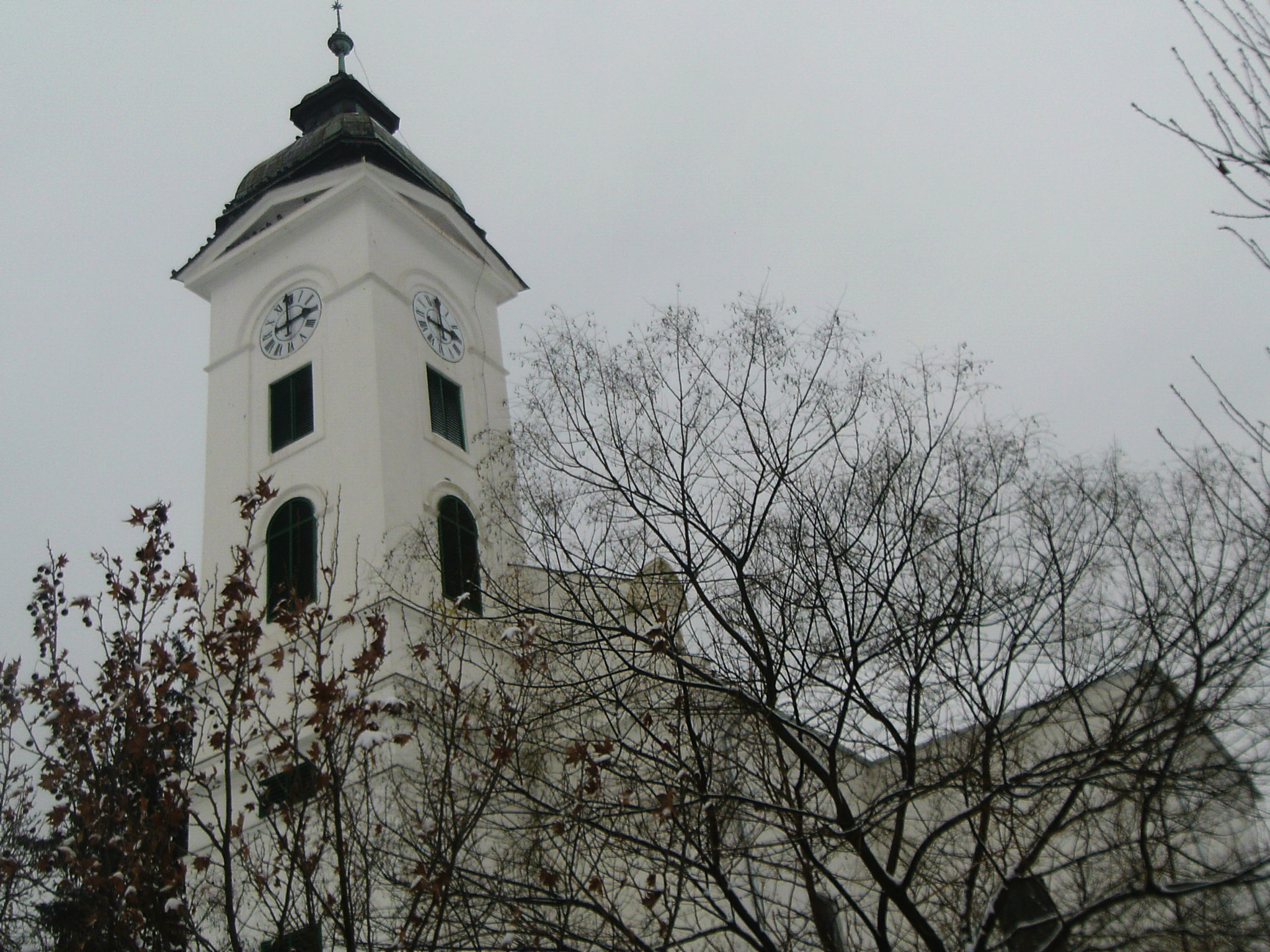
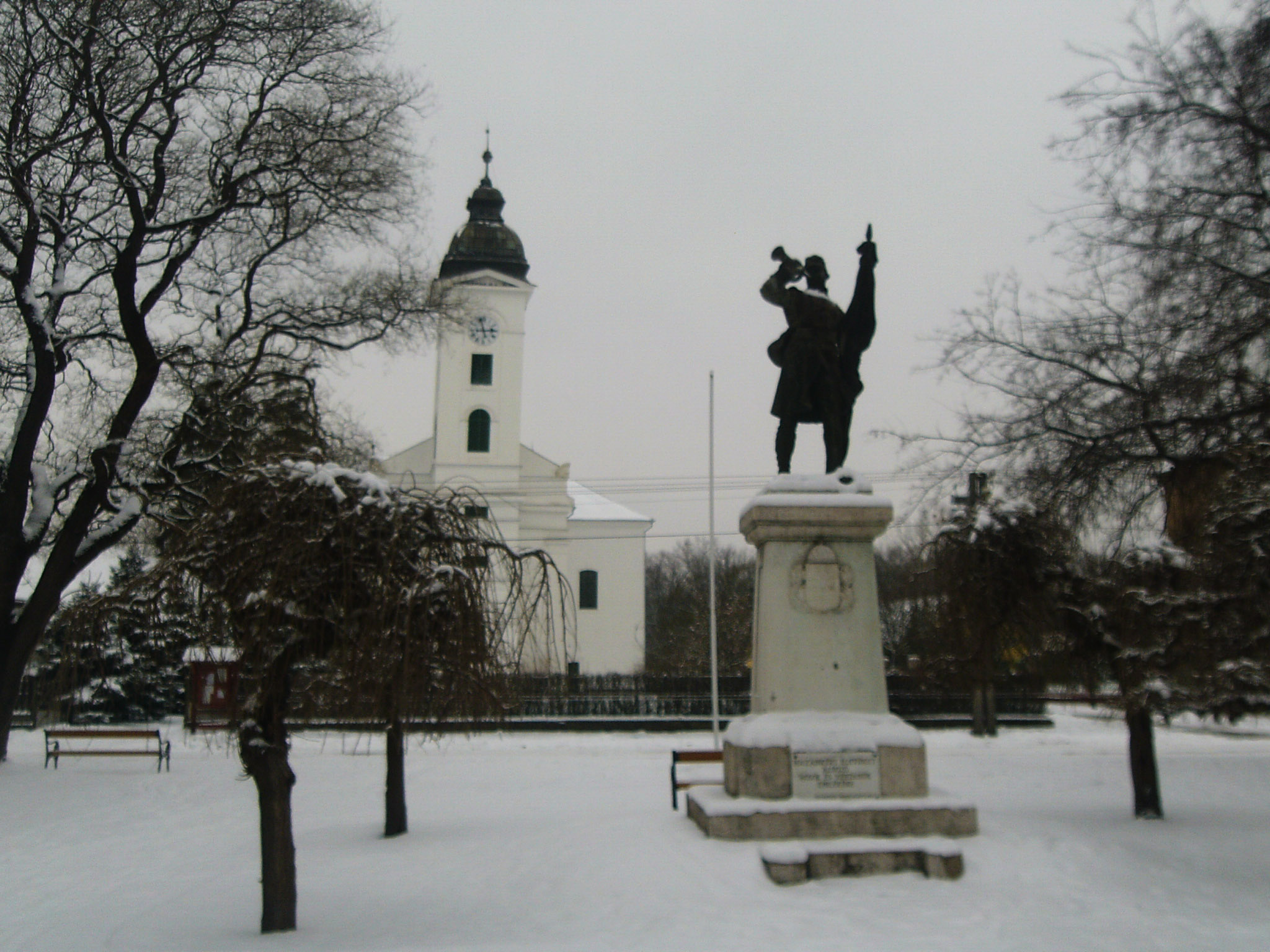
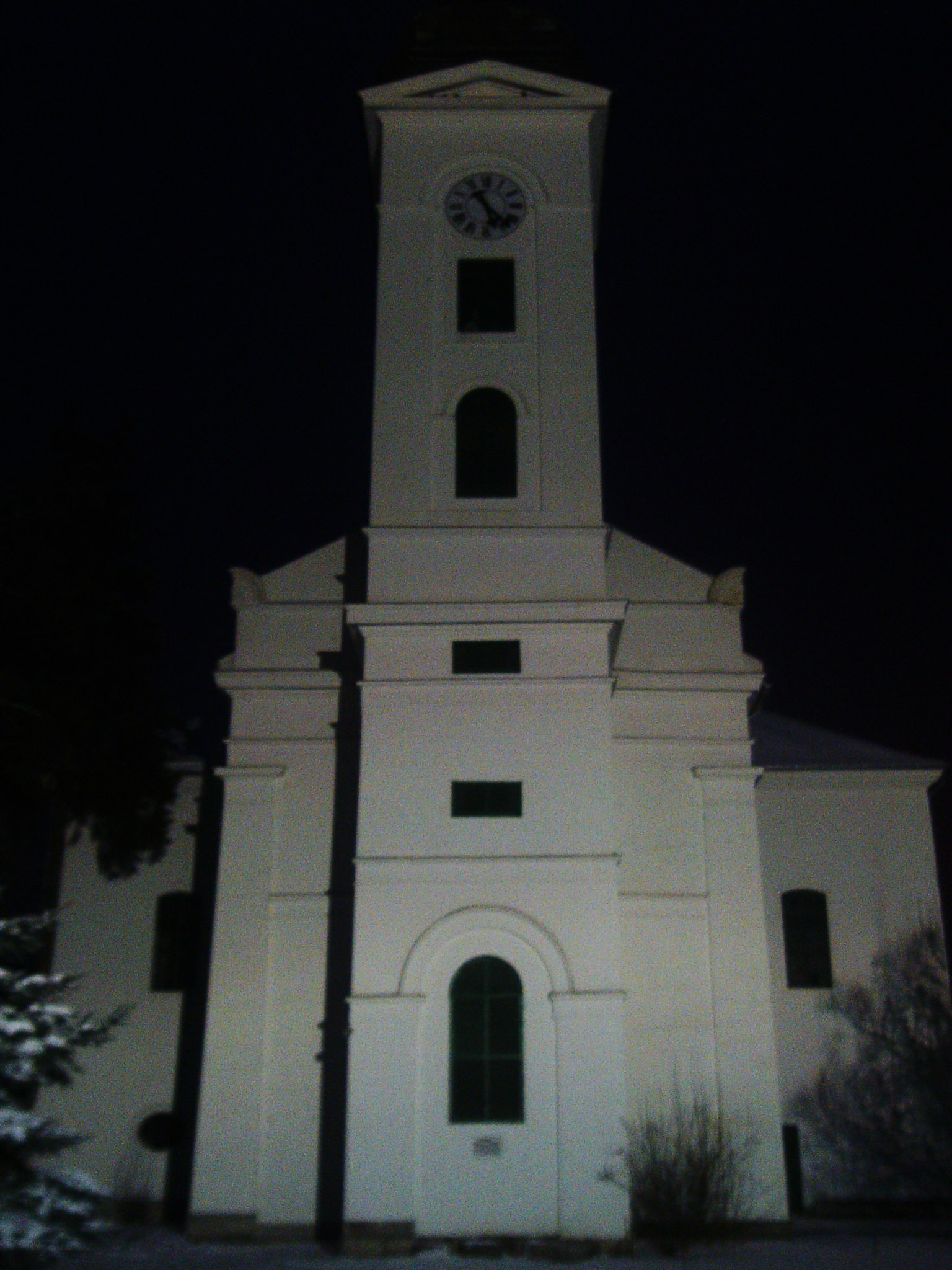
A dunavecsei református templom